# Aznavour toujours
 (mars 2025).
Albums de Charles Aznavour
Charles Aznavour and The Clayton Hamilton Jazz Orchestra
(2009) Encores
(2015)
Aznavour toujours est le 50e album studio du chanteur français Charles Aznavour. Il est sorti en 2011.

## Liste des chansons
| No  | Titre                             | Auteur | Durée |
| --- | --------------------------------- | ------ | ----- |
| 1.  | Va                                |        | 4:27  |
| 2.  | Viens m'emporter                  |        | 3:51  |
| 3.  | Tu ne m'aimes plus                |        | 4:53  |
| 4.  | J'ai connu                        |        | 3:33  |
| 5.  | Ce printemps-là                   |        | 5:37  |
| 6.  | Elle (en duo avec Thomas Dutronc) |        | 3:17  |
| 7.  | Flamenca flamenco                 |        | 3:45  |
| 8.  | Les Jours                         |        | 3:31  |
| 9.  | Que j'aime j'aime ça              |        | 5:35  |
| 10. | Des coups de poing                |        | 5:18  |
| 11. | La vie est faite de hasard        |        | 4:54  |
| 12. | L'Instinct du chasseur            |        | 2:41  |